# Tiaan Pretorius
Tiaan Pretorius (19 de fevereiro de 2001) é um jogador de rugby sul-africano, que joga na posição de back.

## Carreira
Ele jogou pelo Paul Roos Gymnasium e representou a Western Province e as escolas da África do Sul. Ele recebeu sua primeira convocação para a seleção sul-africana de rúgbi sevens em Dubai em 2022. No rúgbi sevens, ele é capaz de jogar como hooker ou loose head e foi comparado em estilo a Ryan Oosthuizen.
Depois de perder algum tempo devido a uma lesão, ele foi chamado de volta para a equipe sul-africana de sevens em dezembro de 2023. Em julho de 2024, ele foi selecionado para as Olimpíadas de Paris de 2024.